# NGC 5284
NGC 5284 est un amas ouvert (?) situé dans la constellation du Centaure. Il a été découvert par l'astronome écossais John Herschel en 1837.
NGC 5284 n'est possiblement pas un réel amas ouvert. La base de données NASA/IPAC mentionne qu'il s'agit d'une association stellaire.

## Observation

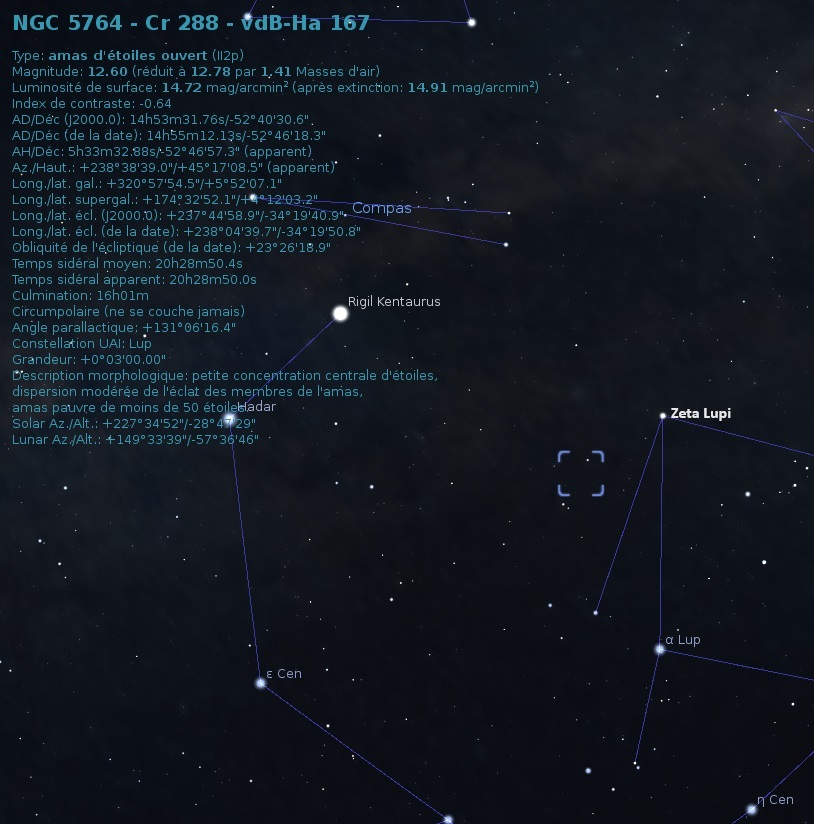
Localisation de NGC 5764 dans la constellation du Centaure. (Stellarium)

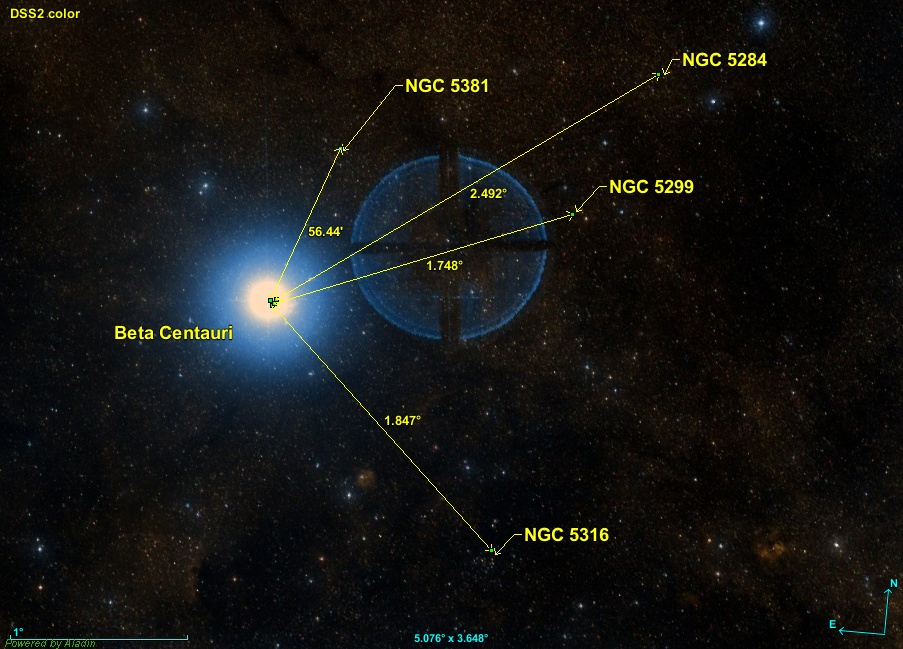
Position de NGC 5764 par rapport à Beta Centauri.

NGC 5764 est situé à environ 2,5 degrés au nord-ouest de l'étoile Beta Centauri. Les amas ouverts NGC 5316 et NGC 5381se trouvent dans la même région du ciel. L'objet NGC 5299 qui est peut-être un amas ouvert se trouve aussi dans la même région du ciel.